# HP 95LX

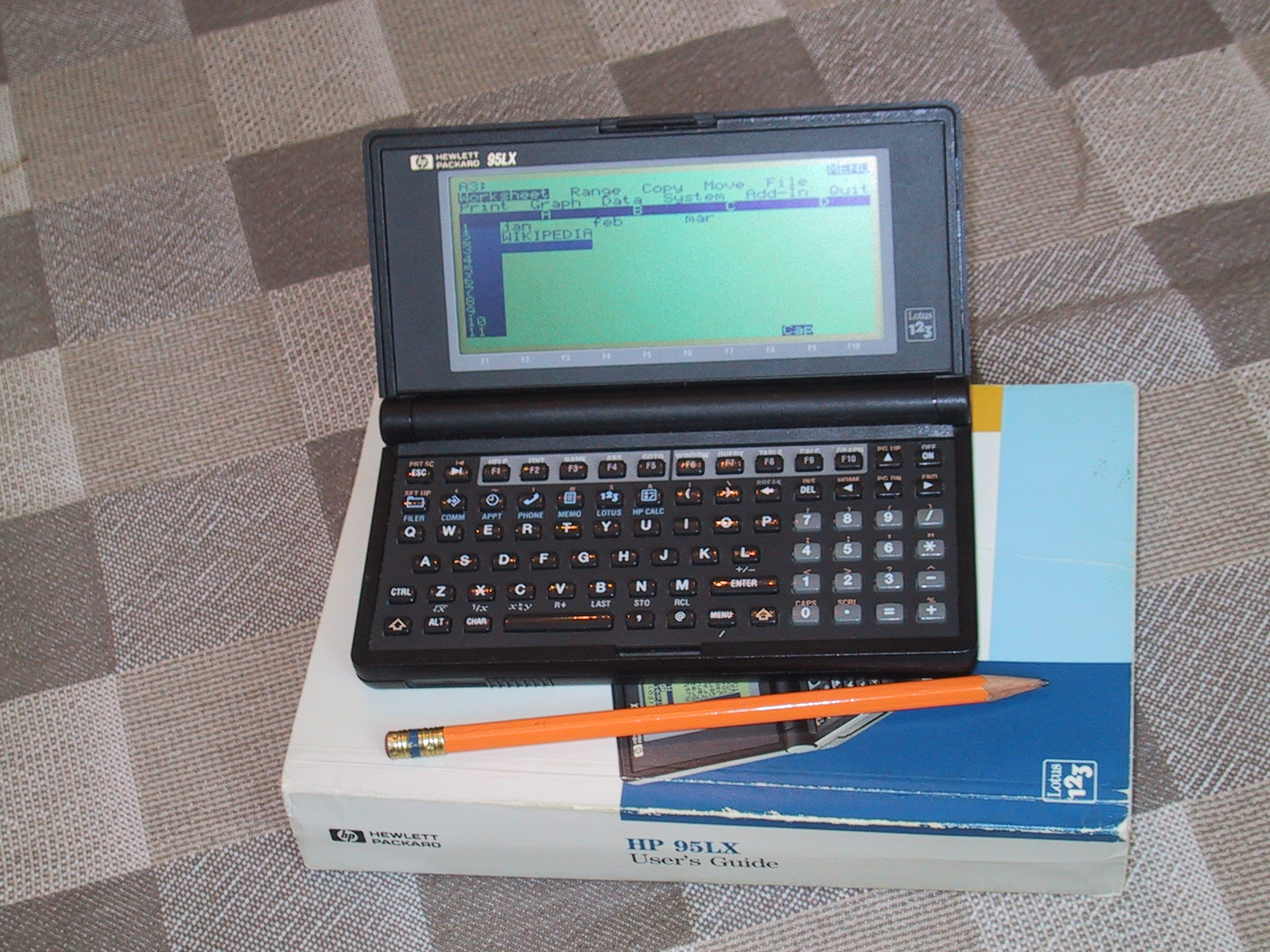
Como a maioria dos computadores de bolso, o manual do HP 95LX é maior e mais pesado que o próprio computador.

O HP 95LX (também conhecido como Projecto Jaguar) foi o primeiro computador de bolso ou PDA com o sistema operativo MS-DOS, introduzido pela Hewlett-Packard em 1991.
O HP 95LX  tinha um clone do Intel 8088, denominado NEC V20, como CPU, não podendo ser considerado totalmente compatível PC. Corria a versão 3.22 do sistema operativo da Microsoft e vinha com o Lotus 1-2-3. Tinha na sua ROM outro software: uma calculadora, um calendário para apontamentos, um programa de telecomunicações, e um editor de texto bastante simples. Tinha igualmente uma bateria de lítio CR2025 para backup da memória quando as duas baterias principais AA ficavam descarregadas. Para armazenamento, o HP 95LX tinha um único slot PCMCIA que permitia colocar uma placa RAM. Providenciava uma porta série compatível RS-232, assim como uma porta de infravermelhos para imprimir para modelos compatíveis HP.